# Shuhei Endo
 (juillet 2025).
Si vous disposez d'ouvrages ou d'articles de référence ou si vous connaissez des sites web de qualité traitant du thème abordé ici, merci de compléter l'article en donnant les références utiles à sa vérifiabilité et en les liant à la section « Notes et références ».
Shūhei Endō (遠藤 秀平, Endō Shūhei, né en 1960 à Préfecture de Shiga, Japon) est un architecte japonais, théoricien de l'architecture paramoderne et auteur de la Springtecture B.

## Biographie
Diplômé en architecture à l’école d’art de Kyoto en 1986 avec le grade de docteur, Shūhei Endō rejoint ensuite le Ishii Osamu & Associés Biken studio d'architecture. En 1988 il fonde sa propre agence, le « Shūhei Endō architect institute », à Osaka où il commence à enseigner à l'université Kinki, dans la branche design de l'Université de Kobe, et à l'Institut de Technologie de Fukui. 
Il est connu comme faisant partie de ces architectes, qui au début du 1990 on exploré une troisième voie entre modernité et déconstructivisme.  Shūhei  a utilisé le mot paramoderne pour décrire son travail, qui propose d’explorer d’autres directions possibles pour le modernisme et en tirer le meilleur parti, tout en dépassant les limites auto-imposées par ce courant. Il commence par imaginer un procédé original visant à assurer une parfaite continuité entre les divers éléments constitutifs d’une construction – la structure, les murs extérieurs et le toit –, mettant en œuvre pour cela des plaques de tôle ondulée couramment utilisées par le génie civil. Ses réalisations successives ont contribué à améliorer ce type d’architecture.
Ainsi, par les replis et torsions des surfaces, son architecture se libère des contraintes orthogonales de l’espace euclidien et s’ouvre à une conception de la complexité, le pli est l’occasion d’expérimenter  des modes constructifs plus légers et flexibles.
En ligne avec son approche paramoderne, Endō a choisi d'éviter le béton quand il avait commencé à cause de ce que représente ce matériau pour lui : froideur et lourdeur. C'est pourquoi il en vient à utiliser de préférence la tôle d’acier.
Il devient ainsi connu comme architecte de l’acier car il ne cesse d’expérimenter les possibilités de ce matériau. Ses œuvres communiquent un sentiment de liberté : des feuilles ondulées d’acier sont tordues en spirale et enroulées autour de ses bâtiments, disposés sur différents niveaux afin de créer des membranes autour d’espaces ouverts, Ses œuvres les plus représentatives dans ce domaine sont sans doute les projets Springtecture Harima S//H (1988), Springtecture Biwa S//B (2002) et plus récemment Springtecture O-Rush Tenpaku (2005).
Aujourd’hui bien que cette philosophie reste fermement ancrée dans sa pensée, il érige également des structures de bois, de fermes en acier et en  béton préfabriqué, effaçant progressivement son image de l'architecte en acier ondulé.
Il est chargé de la conception du pavillon arménien de l'Exposition universelle de 2025, mais le pavillon prévu par Endo n'a jamais vu le jour.

## Prix
En 1993, il remporte le Prix international d'architecture « Andrea Palladio » (Italie) et le deuxième prix au concours Azai-cho Cultural Hall Competition. L'année suivante, il obtient le « SD Revue 1994 » (Japon).
En 1995, il remporte le « Prix d'Architecture Setsu Watanabe » (Osaka, Japon) puis obtient le « SD Revue 1995 » (Japon).
En 1996, il remporte le « Commercial Space Design Award » et s'adjuge le « Culture and Architecture Award à Hokuriku » (Japon).
En 1997, il participe à l'exposition The Possibility of Architecture 97 d'Osaka et remporte egalement le « Commercial Space Design Grand Prix » (JCD). La même année, il remporte le premier prix au « View Planning Award » à Fukui City (Japon) puis s'adjuge l'« Inter-Intra espace Design selection Grand Prix » (Japon).
En 1998, il participe à l'exposition collective The Possibility of Architecture 98 d'Osaka. La même année il remporte l'« Asia Pacific Culture and Architecture Design Award » (États-Unis), obtient le second prix à l'« Osaka Kumeda Apartment Proporsal » (Japon) puis remporte le premier prix à «  The Party of Architects Award » (Japon).
En 1999, il participe à l'exposition GA Hause Project 1999 de Tokyo. Cette année-là, il remporte sept prix différents: le « Good Design Award » (Japon), l'« AACA Award » (AACA), le Premier prix ex-æquo à l'occasion de la seconde session du « Marble », l'« Architectural Awards East Asia », le premier prix au vingt-troisième « HIROBA Award », le « Good Design Award » et le second prix au concours « Matsuoka-cho Sports Hall Competition » (Japon). La même année, il s'adjuge l'« Architect Award in Kansai » (Japon) et participe à l'« Inan Sanitary Association Proporsal ».
En 2000, il remporte le premier prix lors du Concours international d’idées : « la Ville du 3e millénaire » organisé par la Biennale de Venise (Italie). Cette année la il s'adjuge l'« AR+d Award » (Grande-Bretagne) puis est finaliste au « WIPO International Competition ».
En 2001, il remporte le second prix au « Takefu-city Shiroyama Primary School Proporsal » (Japon) et participe au concours « Obama-city Cultural Complex » (Japon).
En 2002, il remporte le premier prix au huitième « Public Architecture Award » (Japon), celui de l'« Architecture Award » de Chuubu (Japon); et participe à l'Osaka-city Miyakojima Swimming pool (Japon) .
En 2003, Il s'adjuge l'« Education Minister's Art Encouragement Prize for Freshmans » (Japon).

## Principales réalisations
« Springtecture », « Rooftecture », « Bubbletecture », « Halftecture », etc. : Shūhei Endō rajoute le suffixe « -tecture» au nom de ses œuvres pour exprimer la forme et le concept employé dans chaque espace, ainsi Shūhei Endō délibère quelle technique correspond le mieux à l’idée de chacun de ses projets.  
Liste de ses réalisations :
- 1988 - U Hause, Higashiosaka, Osaka
- 1990 - 3rd Factory, Azai-cho, Shiga
- 1994 - Cyclestation M, Maihara-cho, Shiga
- 1995 - O Hause, Nagakakyo, Kyoto
- 1996 - Transtreet G, Fukui,
- 1996 - Healtecture K, Takatsuki, Osaka
- 1996 - Transtreet F, Fukui
- 1996 - Skintecture I, Shingu-cho, Hyogo
- 1996 - S Hause, Kōbe, Hyogo
- 1997 - Transtation O, Sakai-cho, Fukui
- 1997 - Rooftecture T, Fukui, Fukui
- 1997 - Halftecture F, Fukui, Fukui
- 1998 - Springtecture H, Shingu-cho, Hyogo
- 1998 - Rooftecture N, Nishinomiya, Hyogo
- 1998 - Transtreet T, Fukui, Fukui
- 1998 - Rooftecture O, Shimizu-cho, Fukui
- 1999 - Rooftecture H, Himeji, Hyogo
- 1999 - Rooftecture Y, Tamasaki-cho, Shiga
- 2000 - Rooftecture A, Taitou-ku, Tokyo
- 2000 - Rooftecture B, Biwa-cho, Shiga
- 2000 - Springtecture Orleans, Orléans, France
- 2000 - Rooftecture K, Nishinomiya, Hygo
- 2001 - Rooftecture W, Minou-cho, Osaka
- 2001 - Rooftecture UB, Oku-cho, Okayama
- 2001 - Rooftecture M, Maruoka-cho, Fukui
- 2001 - Transtreet H, Tsuruga, Fukui
- 2001 - Halftecture T, Maihara-cho, Shiga
- 2001 - Halftecture I, Maihara-cho, Shiga
- 2001 - Halftecture S, Maihara-cho, Shiga
- 2002 - Slowtecture S, Maihara-cho, Shiga
- 2002 - Springtecture B, Maihara-cho, Shiga
- 2002 - Rooftecture C, Crematorium, Taishi-cho, Hyogo
- 2002 - Growtecture S, Osaka, Osaka
- 2003 - Bubbletecture M, Maihara-cho, Shiga
- 2005 - Springtecture O-Rush Tenpaku

## Description de quelques-uns de ses projets

### Rooftecture C, Crématorium
Ce projet de crématorium datant de 2002 est la structure la plus grande et la plus monumentale que Shūhei Endō ait conçue à ce jour. C’est le bâtiment pour lequel il reçut le plus d’honneurs. Il s’agit d’un arc monumental en pierre se dressant sur une colline dominant la vallée, donnant l’impression d’être un rempart. Sa façade grillagée se compose d’une combinaison alternée de pierres taillés et régulières, ce qui permet d’établir une relation claire avec le paysage environnant en reflétant le versant incliné de la colline qui se dresse derrière la façade fermée. Le toit est recouvert de métal qui s’élève comme la coque d’un navire retourné. D’autre part, l’architecte utilise un élément de son répertoire, élément incurvé de ses « Springtecture » ce qui lui permet de ramener la toiture au sol et d’offrir un élément monumental marquant l’entrée du bâtiment.   

### Bubbletecture M,Maihara-cho,Shiga
Bubbletecture M est un jardin d'enfants conçu par l'architecte japonais Shūhei Endō. situé à Shiga, au Japon. La structure se compose de blocs de béton séparant entre les espaces et d'un toit en bois qui les lie ensemble au sol. Le toit est composé de surfaces triangulaires continues formant des coquilles ; la cohérence géométrique du projet permet une grande liberté dans la conception des espaces nécessaires. Les espaces ouverts permettent aux enfants de jouer librement. L’ambiguïté de l‘espace stimule réellement leurs imaginations. Ils peuvent explorer leurs sentiments sans retenue.

« Les architectes ne devraient pas créer des espaces rigides que les enfants ne peuvent pas changer »

— Shūhei Endō

### Rooftecture M
Situé dans un quartier résidentiel près d'Osaka, au Japon, Rooftecture M est une maison d'habitation conçue par Shūhei Endō en 2001. Comme son nom l’indique, il a utilisé une feuille continue d’acier courbé pour le toit qui non seulement agit comme une couverture, mais qui est également incorporé dans l'espace de vie, où il constituera le mur.
Pour les espaces aménagés à l’intérieur on trouve : un atelier situé dans le deuxième étage fait face la route ; l'unité sanitaire et les chambres privées forment un espace rectangulaire qui est au long de la façade au nord et au sud ; les espaces de vie et salle à manger connectent l'intervalle entre ces volumes. En outre, l'espace est organisé de cette manière pour permettre un apport de la lumière nécessaire.